# Peizer- en Eeldermaden (natuurgebied)

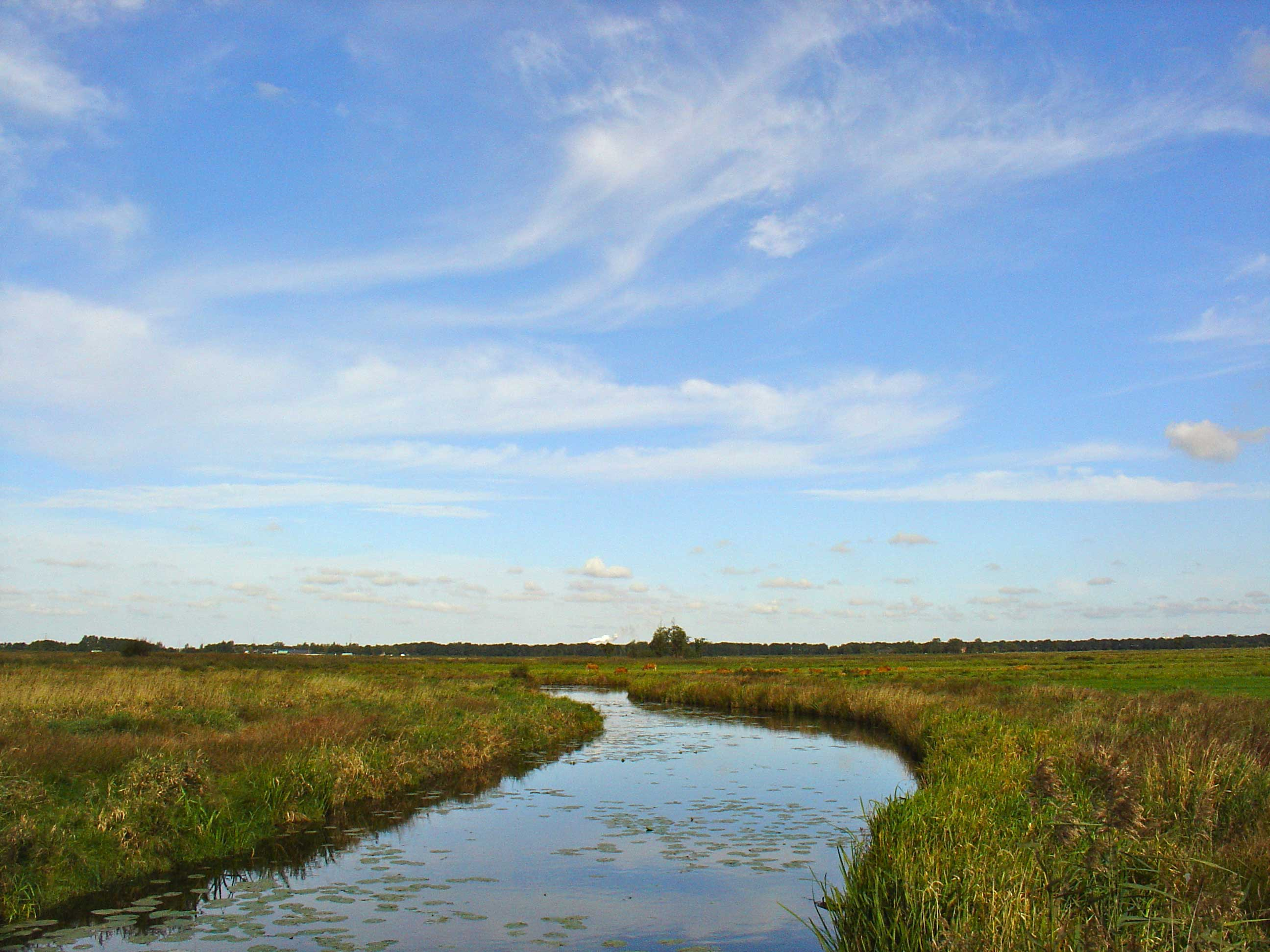
Peizer- en Eeldermaden met het Eelderdiep (2009)

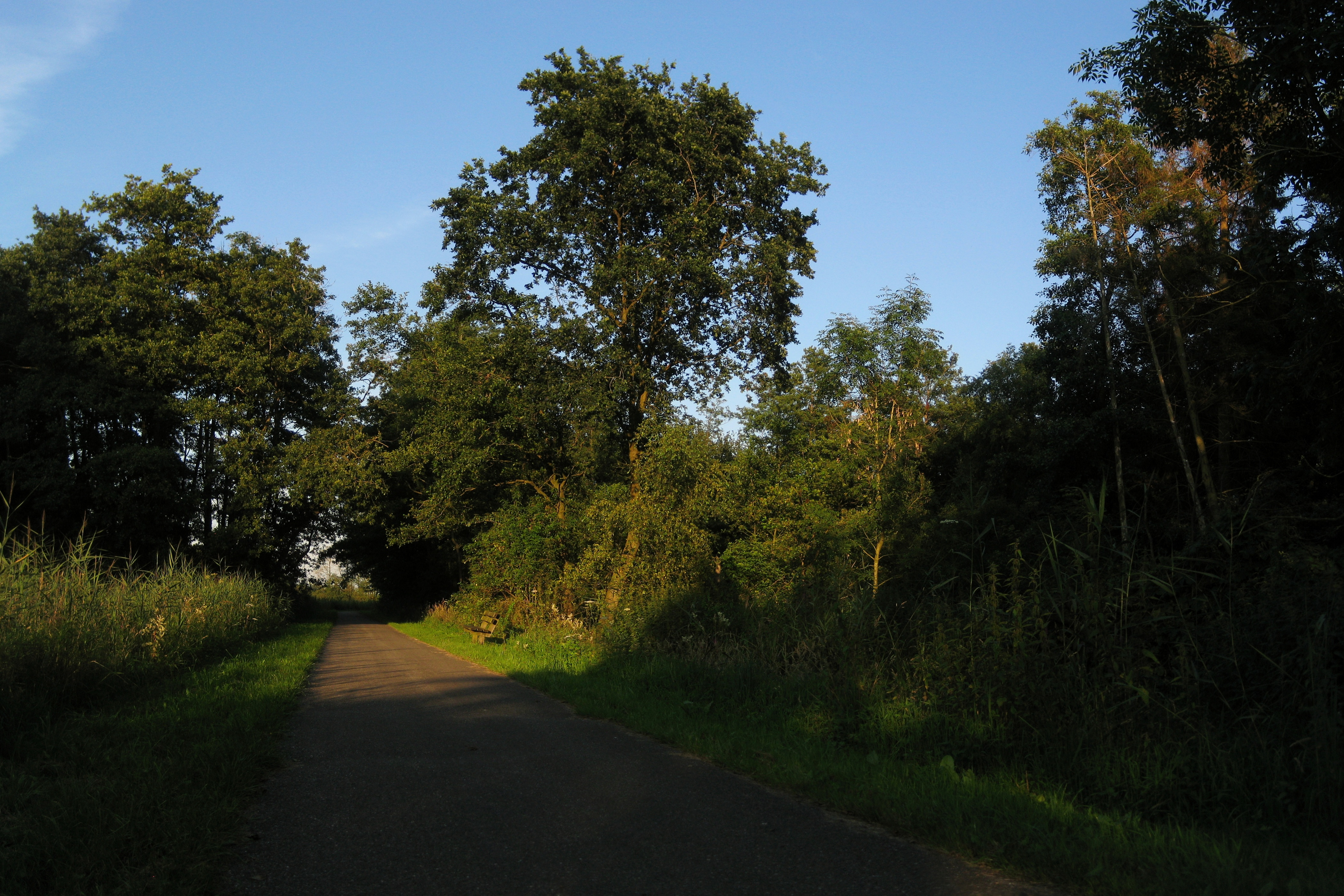
Fietspad in de Peizermaden (2012)

De Peizer- en Eeldermaden is een natuurgebied in de kop van de Nederlandse provincie Drenthe, gelegen tussen de dorpen Peize, Eelde-Paterswolde, de stad Groningen en Eelderwolde. Peizermade is tevens de naam van een buurtschap gelegen aan de weg van Peize naar Groningen. Het gebied is onderdeel van het grotere natuurgebied De Onlanden.
Het gebied wordt doorsneden door de (gemeente)grensbeek het Eelderdiep. De Peizermade ligt ten westen van het Eelderdiep, de Eeldermade ten oosten hiervan.
Het is een laagveengebied met natte en bloemrijke graslanden, met sloten, bosjes en houtwallen. In dit gebied is veel kwel aanwezig. Door het minder intensieve beheer van de laatste decennia worden de Peizermaden ruiger. De weilanden zijn een toevluchtsoord geworden van vele soorten weidevogels. Er komen bijvoorbeeld de zeldzame watersnip en kwartelkoning voor, alsmede het paapje, de grutto en veldleeuwerik. Aan flora floreert de dotterbloem, kleine valeriaan, grote boterbloem en waterviolier.

## Geschiedenis
Van oorsprong was het een zeer nat gebied dat in najaar en winter regelmatig onder water stond. Na instelling van bemaling en de aanleg van de weg van Peize naar Groningen in het begin van de twintigste eeuw werd het gebied al snel in cultuur gebracht.
In het noordelijk deel van het gebied zijn enkele veenterpen gevonden. Als verhoging zijn ze nagenoeg niet meer te herkennen, wel kennen ze een afwijkende begroeiing. Onderzoek heeft uitgewezen dat ze zijn gemaakt in de achtste of negende eeuw van onze jaartelling. Waarschijnlijk werden ze gebruikt als zomerse schuilplaats van herders.
Tijdens de ruilverkaveling in het midden van de twintigste eeuw werd er een nieuwe afwatering gegraven, ten oosten van het sterk meanderende Eelderdiep. Hierdoor bleef de oude loop van het diep bestaan. Het nieuwe deel kreeg de naam Omgelegde Eelderdiep.

## Bedreigingen
Het gebied staat onder sterke druk van de oprukkende bebouwing. In de jaren 70 gingen in de stad Groningen stemmen op om de dorpen in de kop van Drenthe toe te voegen aan de provincie Groningen. De achterliggende gedachte was dat dit gebied op die manier gemakkelijker kon worden gebruikt voor uitbreiding van de stad Groningen. Sterke protesten vanuit de bevolking wisten dit te voorkomen. Toen het plan aldus spaak liep richtte Groningen de blik noordwaarts en ontstonden vervolgens de wijken Lewenborg en Beijum.
In 2003 werd een plan op tafel gelegd om een nieuwe woonwijk te bouwen aan de westkant van Paterswolde. De ruim 1400 woningen zijn gepland op de Eeldermade grenzend aan het nieuwe Eelderdiep. Door omwonenden en andere belanghebbenden is hier sterk tegen geprotesteerd. In de zomer van 2005 is met de bouw begonnen van de wijk die Ter Borch is genoemd, een wijk die 1250 huizen zal bevatten.

## Natuur en water
De laatste decennia koopt de Natuurmonumenten op grote schaal land op in dit gebied om dit zo veel mogelijk terug te brengen naar een natuurlijke staat. Dit houdt in: weinig bemesting toepassen en sterk gecontroleerd begrazings- en maaibeleid teneinde de oorspronkelijke flora en fauna meer kans te geven. Het natuurgebied dat in het bezit is van die organisatie beslaat nu 837 hectare. Het gebied maakt samen met het Leekstermeergebied deel uit van een groot natuur- en waterbergingsgebied, dat de De Onlanden is gedoopt. In 2013 werden de werkzaamheden afgerond, waarmee de Peizer- en Eeldermaden weer grotendeels in zijn oorspronkelijke staat is teruggebracht: een moerassig laagveengebied.